# 深沢敦
深沢 敦（ふかざわ あつし、1962年4月16日 - ）は、日本の俳優、ボイストレーナー。山梨県出身。日本大学芸術学部音楽科卒業、日本大学芸術学部芸術研究所修了。

## 略歴・人物
山梨県立市川高等学校（現：山梨県立青洲高等学校）を卒業後、上京して日本大学芸術学部に入学。
1983年、大学在学中に東京サンシャインボーイズの旗揚げに参加。
1987年、加納幸和らと花組芝居の旗揚げにも参加。
タイ旅行が趣味で、タイ語に堪能。
いわゆるオネエ役が多く、『相棒』（ヒロコママ）などでお馴染み。
2015年11月5日付で、所属事務所をイイジマルームから、オフィスPSCに移籍。

## 出演

### テレビドラマ
- 大河ドラマ 炎立つ（1993年、NHK総合） - 牛王
- 3番テーブルの客（1997年、フジテレビ）
- ケイゾク/特別篇（1999年、TBS）
- 山田風太郎 からくり事件帖-警視庁草紙より-（2001年、NHK総合）
- 料理少年Kタロー （2001年、NHK教育）
- 相棒（2002年 - 、テレビ朝日） - ヒロコママ 役
- 土曜ワイド劇場（テレビ朝日）
  - 「おかしな二人② 能登金剛殺人慕情！」（2002年8月3日） - 新開三郎
  - 「女検事の報復」（2002年9月製作、2006年初放送） - 桑田警部
  - 「ドクVSデカ②」（2004年9月4日） - 警官
  - 「棟居刑事の捜査ファイル」（2005年1月29日） - 橋本康夫
  - 「人類学者・岬久美子の殺人鑑定」（2013年9月21日） - 根本刑事　
  - 「西村京太郎トラベルミステリー62 寝台特急カシオペア&スーパーひたち連続殺人」（2014年7月12日） - 保坂車掌
  - 「タクシードライバーの推理日誌39 スキャンダルな乗客!!」（2016年3月26日） - 三池紀夫
- 月曜ミステリー劇場（TBS）
  - 「外科医・零子 ハートの記憶」（2001年10月22日）
  - 「税務調査官・窓際太郎の事件簿8」（2002年） - アサミママ
- 連続テレビ小説 まんてん（2003年、NHK総合）
- 仮面ライダー555（2003年、テレビ朝日） - 板垣哲生
- マンハッタンラブストーリー（2003年、TBS）
- 火曜サスペンス劇場（日本テレビ）
  - 「刑事・鬼貫八郎16」（2004年3月16日） - 飯田線車掌
  - 「松原完治 お金ちょうだい致します」（2004年3月30日）
- はるか17（2005年、テレビ朝日） - 尾倉兼三
- 弁護士のくず（2006年、TBS）
- 誰よりもママを愛す（2006年、TBS） - オカマのママ
- 新宿スワン（2007年8月 - 9月、テレビ朝日）
- 浅草ふくまる旅館（2007年、TBS） - 榊原俊彦
- まだ見ぬ父へ、母へ・魂で歌う青い海〜全盲のテノール歌手・新垣勉の軌跡（2007年、フジテレビ） - 中山教授 役
- 陽炎の辻〜居眠り磐音 江戸双紙〜（2007年 - 2017年、NHK総合） - 徳三
- キミ犯人じゃないよね?（2008年4月18日、テレビ朝日）
- 水戸黄門 第38部 第15話「気弱亭主と気丈女房・飯田」（2008年4月、TBS） - 扇屋千兵衛
- 新・科捜研の女（2008年5月、テレビ朝日）
- 秘書のカガミ（2008年6月、テレビ東京）
- 金曜プレステージ・事件記者〜警視庁記者クラブ〜（2008年9月12日、フジテレビ）
- Room Of King（2008年、フジテレビ）
- トライアングル（2009年、関西テレビ） - 鶴屋（ツゥさん）
- テレビ朝日50周年ドラマスペシャル 警官の血（2009年、テレビ朝日）
- ママはニューハーフ（2009年、テレビ東京） - フーミン 役
- 時々迷々（2009年、NHK教育） - マコトの父
- 恋して悪魔〜ヴァンパイア☆ボーイ〜（2009年7月 - 9月、関西テレビ） - 小島
- ニュース速報は流れた（2009年、フジテレビNEXT） - 古賀昭二
- 探偵Xからの挑戦状!（2011年、NHK総合） - 園田其一
- 湯けむりスナイパーお正月スペシャル 2012（2012年1月6日、テレビ東京）
- 白戸修の事件簿 Episode0（2012年1月20日、TBS） - キスミー秋山
- レジデント〜5人の研修医 第4話（2012年11月8日、TBS） - カメコ
- 真夜中のパン屋さん（2013年、NHK BSプレミアム） - 池沢誠
- プレミアムよるドラマ「お父さんは二度死ぬ」（2013年6月1日 - 22日、NHK BSプレミアム） - 阿部
- 孤独のグルメ Season3 第8話（2013年8月28日、テレビ東京） - 柴 役
- 殺しの女王蜂 第8話（2013年11月15日、テレビ東京） - 神宮寺行雄
- 大河ドラマ 軍師官兵衛 第3話（2014年1月19日、NHK総合） -饅頭屋
- トクソウ（2014年5月11日 - 6月8日、WOWOW） - 鷺沼翔一
- プレミアムよるドラマ「キャロリング〜クリスマスの奇跡〜」（2014年11月4日 - 12月23日、NHK BSプレミアム） - 佐々木勉
- 水曜ミステリー9（テレビ東京）
  - 「トカゲの女 警視庁特殊犯罪バイク班」（2014年11月26日） - 佐藤勝男
  - 「最強の法廷 裁判官桜子と10人の評決」（2015年1月14日） - 中津川毅
  - 「激突!アラフィフ熟女刑事の事件簿」（2015年6月10日） - まるさん
- 月曜ゴールデン「税務調査官・窓際太郎の事件簿29」（2015年7月20日、TBS） - 南田
- スペシャルドラマ「必殺仕事人2015」（2015年11月29日、朝日放送） - 梅助
- 科捜研の女（2016年、テレビ朝日） - 飯島春樹
- BARレモン・ハート SEASON2 第11話（2016年6月13日、BSフジ） - ブラック黒田
- BSフジサスペンス劇場「黒蠍」（2016年11月6日、BSフジ） - ルンバ
- 人間佐七捕物帳（2017年、BSテレビ東京） - 伝助
- トットちゃん!（2017年、テレビ朝日） - 宮城先生
- 水戸黄門 第1シリーズ 第5話「愛しき妻は里隠れ -志津川-」（2017年11月1日、BS-TBS） - 俵屋宗吉
- 真夜中のスーパーカー（2018年、NHK BSプレミアム） - エビス
- 快盗戦隊ルパンレンジャーVS警察戦隊パトレンジャー #27 (2018年8月12日、テレビ朝日) - 小紫庄右衛門 / ピョードル 役[1]
- ぬけまいる〜女三人伊勢参り #3（2018年11月17日、NHK総合） - 正蔵 / 人見女（二役）
- 大河ドラマ いだてん〜東京オリムピック噺〜（2019年、NHK総合） - 慶
- 大富豪同心（2019年、NHK BSプレミアム） - 羽村桃十郎
- 凪のお暇（2019年、TBS）
- ハコヅメ〜たたかう！交番女子〜（2021年7月7日 - 、日本テレビ） - 田邉司
- テレビとはあついものなり〜放送70年TV創世記〜（2023年3月21日、NHK総合） - ヒロミさん[2]

### ラジオ
- それ行け!HOMO LUDENS（ホモルーデンス）木曜日パーソナリティ（1988、エフエムナックファイブ）
- 深沢敦のHOT BEAT ROCK（ニッポン放送制作／地方局向け）

### 映画
- おこげ（1992年） - 沢良宜民雄 役
- 居酒屋ゆうれい（1994年） - 掛け軸泥棒 役
- 相棒 -劇場版- 絶体絶命! 42.195km 東京ビッグシティマラソン（2008年） - ヒロコママ 役
- パレード（2010年） - マリネママ 役
- あんてるさんの花（2012年）
- 美しき誘惑-現代の「画皮」-（2021年） - 沼崎 役
- PERFECT DAYS（2023年） - かっちゃん 役[3]

### 舞台
- 阿国（1990）
- キル（1994）
- 真夏の夜の夢（1995）
- 西遊記（1999）
- 七人ぐらいの兵士（2000）
- おかしな二人（2006）
- 紅姉妹（2011）
- 舞台版『ロードス島戦記』（2017年1月、紀伊國屋サザンシアター） - ギム 役
- 京の螢火 2017年11月3日 - 11月26日、明治座 - 番頭　佐市役[4]
- 音楽劇 アルトゥロ・ウイの興隆（2020年1月11日-2月2日、神奈川芸術劇場）
- 明治座創業150周年記念 舞台『赤ひげ』（2023年10月28日 - 11月12日、明治座 / 12月14日 - 16日、新歌舞伎座）[5]
- 渡辺えり古稀記念2作連続公演『鯨よ!私の手に乗れ』（2025年1月8日 - 17日、本多劇場 / 1月22日、山形市民会館）[6]

### CM
- ヤクルト本社〜生活習慣改善キャンペーン（新聞広告）

### その他
- 笑っていいとも!（フジテレビ、ボイストレーナーとして)